# Ernest Gillet
Ernest Gillet (* 13. September 1856 in Paris; † 6. Mai 1940 ebenda) war ein französischer Cellist und Komponist der Unterhaltungsmusik. Er war der jüngere Bruder des Oboisten Georges Gillet.

## Leben
Er wuchs in Paris auf und studierte Cello am Pariser Konservatorium bei Auguste Franchomme. 1893 erschien seine Operette La Fille de la mère Michel, die er zusammen mit Daniel Riche komponiert hatte. Eines seiner bekanntesten Stücke, Loin du bal, wurde 1943 im Film Die Tanzmeister mit Laurel und Hardy verwendet.

## Werke
Bühnenwerke
- La Fille de la mère Michel (Operette in drei Akten, 1893)

Instrumentalstücke
| - Loin du bal (1888) - Marche burlesque - Intermezzo - Entr'acte, Gavotte für Violin solo mit Klavier - Lejos del baile - La lettre de Manon - Intermezzo lointain - Babillage - Cortège du Sardar - Passepied für Violoncello und Klavier - Canzonetta für Violoncello und Klavier - Au moulin - Au Village | - Babillage - Dans le Forêt - Douce caresse - Doux murmure - La toupie - Serenade de Pierrot, Charakterstück - Sommeil d'enfant - Sous l'ombrage - Pizzicati - Sérénade impromptu - Souvenir d'Espagnole - Walzer "Vous êtes charmante!" |